# Royal Golf Club Oudenaarde
De Royal Golf Club Oudenaarde (vroeger:Golf & Country Club Oudenaarde) ligt in Wortegem-Petegem in Oost-Vlaanderen. Op het historische domein van het Nieuw Kasteel van Petegem (1847) is in de jaren 70 een golfbaan aangelegd. De club beschikt sinds september 2007 over twee 18 holesbanen, ‘Kasteel’ (par71) en ‘Anker’ (par72), met daarnaast ook vier oefenholes, putting-green, chipping-green en practice-area. Door het kasteelpark loopt Het Anker, de oude Scheldemeander van Elsegem.

## Historiek
De club kwam er onder impuls van industrieel Lieven Santens. Op 27 april 1971 werd de stichtingsakte van de vzw Golf & Country Club Oudenaarde verleden. Op 2 april 1974 werd een contract getekend met de Engelse golfarchitect Bill Barker voor de aanleg van 11 holes binnen de oude Scheldemeander. Vanaf 1974 werd het Nieuw Kasteel van Petegem gehuurd als clubhuis en werden zeven bijkomende holes aangelegd in het kasteelpark. In november 1975 kwam golfprof Gerrit Kerkman de eerste ballen inslaan. Begin 1976 werd de eerste driving range in gebruik genomen. Vanaf september 1976 beschikte de club over een volwaardige 18 holesbaan. In oktober 1976 bezocht Leopold III van België de golfbaan; later bezochten ook Wilfried Martens, Willy De Clercq en Hugo Schiltz de Golf & Country Club Oudenaarde. André Kempinaire en Brigitta Callens waren lid. Op 15 december 1979 speelde Flory Van Donck een golfdemonstratie op de clubterreinen. Op 26 augustus 1991 werd de 27 holesbaan officieel geopend. In 1994 werd het Nieuw Kasteel van Petegem definitief aangekocht en werden restauratiewerken uitgevoerd. Het kasteel werd in 2001 uitgebreid met een nieuwe aanbouw (zomerterras, secretariaat en golfshop die in 2017 werden vernieuwd) en in 2004 werd het kasteel opnieuw gerestaureerd. In 2007 werden twee nieuwe golfparcours ingehuldigd. In de editie 2008/2009 van de Peugeot Golf Guide behaalde de club een score van 14/20. Op 11 juni 2021 kreeg de Golf- en Countryclub de eretitel 'koninklijk' en werd de Royal Golf Club Oudenaarde.

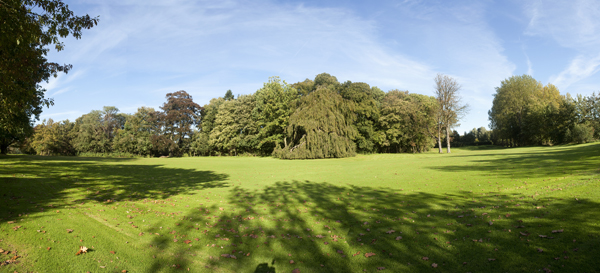
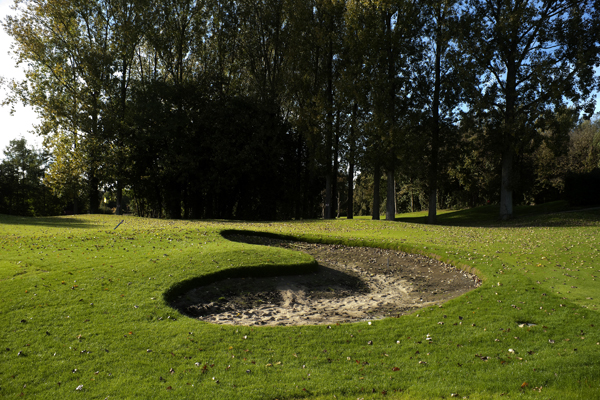
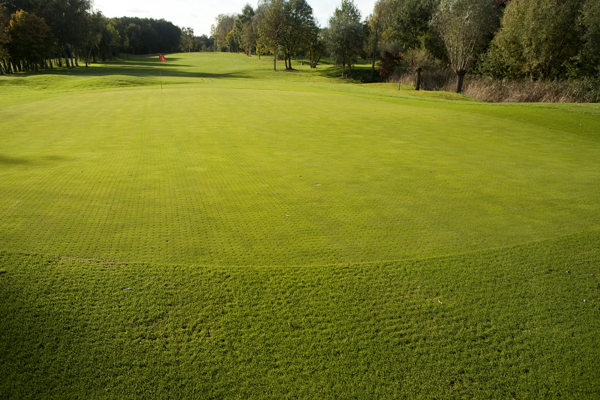
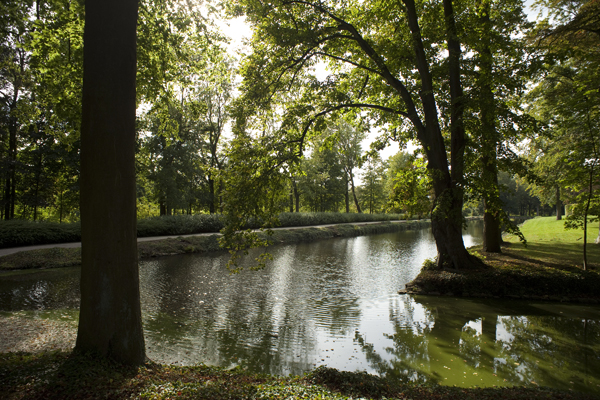